# جوش لينز
جوش لينز (بالإنجليزية: Josh Lenz)‏ هو لاعب كرة قدم أمريكية أمريكي، ولد في 22 سبتمبر 1990 في دوبوك في الولايات المتحدة.

## وصلات خارجية
- جوش لينز على موقع إي إس بي إن.كوم (أن.أف.أل)3
- جوش لينز على موقع مرجع كرة القدم المحترفة.كوم (الإنجليزية)